# Baculentulus tosanus
Baculentulus tosanus är en urinsektsart som först beskrevs av Imadaté och Riozo Yosii 1959.  Baculentulus tosanus ingår i släktet Baculentulus och familjen lönntrevfotingar. Inga underarter finns listade.